# Atlantoraja castelnaui
Atlantoraja castelnaui är en rockeart som först beskrevs av Miranda Ribeiro 1907.  Atlantoraja castelnaui ingår i släktet Atlantoraja och familjen egentliga rockor. IUCN kategoriserar arten globalt som starkt hotad. Inga underarter finns listade.